# Fouquieria
Fouquieria este un gen ce conține 11 specii de plante de deșert din ordinul Ericales. Este singurul gen din familia Fouquieriaceae.

## Specii
| - Fouquieria burragei Rose - Fouquieria columnaris (Kellogg) Kellogg ex Curran – - Fouquieria diguetii (Tiegh.) I.M.Johnst. - Fouquieria fasciculata Nash - Fouquieria formosa Kunth - Fouquieria leonilae Miranda | - Fouquieria macdougallii Nash - Fouquieria ochoterenae Miranda - Fouquieria purpusii Brandegee - Fouquieria shrevei I.M.Johnst. - Fouquieria splendens Engelm. – ocotillo |